# 马勺脸谱

一个马勺脸谱

马勺脸谱起源于中国民间社火脸谱，因陕西三秦民间人民在日常用品马勺上刻画相关形象而得名，是中国陕西民俗文化代表之一，尤其是中国陕西省宝鸡市尤为盛行。
马勺脸谱一般用油墨画在半个葫芦制成的马勺上，所画多为戏剧人物。

## 外部連結
- 相关介绍 （页面存档备份，存于）